# Escuela de Madrid (arquitectura)

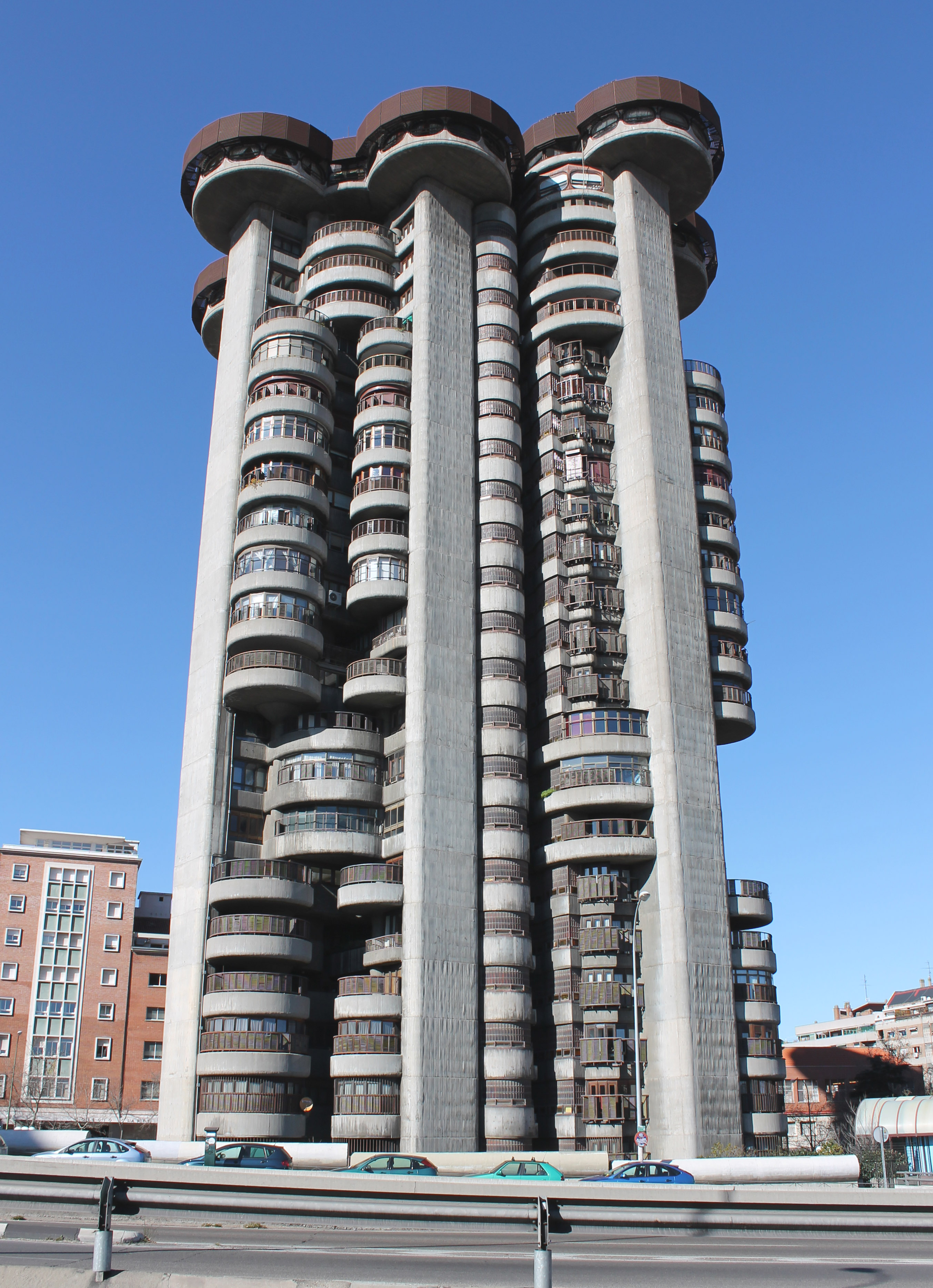
Edificio Torres Blancas (1962-1968), de Francisco Javier Sáenz de Oiza, Madrid

La Escuela de Madrid fue un movimiento arquitectónico desarrollado en Madrid entre los años 1950 y 1960. Surgió con voluntad de modernizar el panorama arquitectónico de la capital española tras los primeros años de la dictadura franquista, en los que se fomentó un estilo académico historicista de corte tradicional. Frente a ello, una nueva generación de arquitectos pretendió entroncar con las corrientes de vanguardia internacionales, por lo que se expresaron en primera instancia en un lenguaje racionalista inspirado en el breve período que este estilo estuvo vigente en tiempos de la Primera República, mientras que en una segunda fase, ya en los años 1960, se inspiraron en la arquitectura orgánica desarrollada por entonces en el norte de Europa.

## Antecedentes

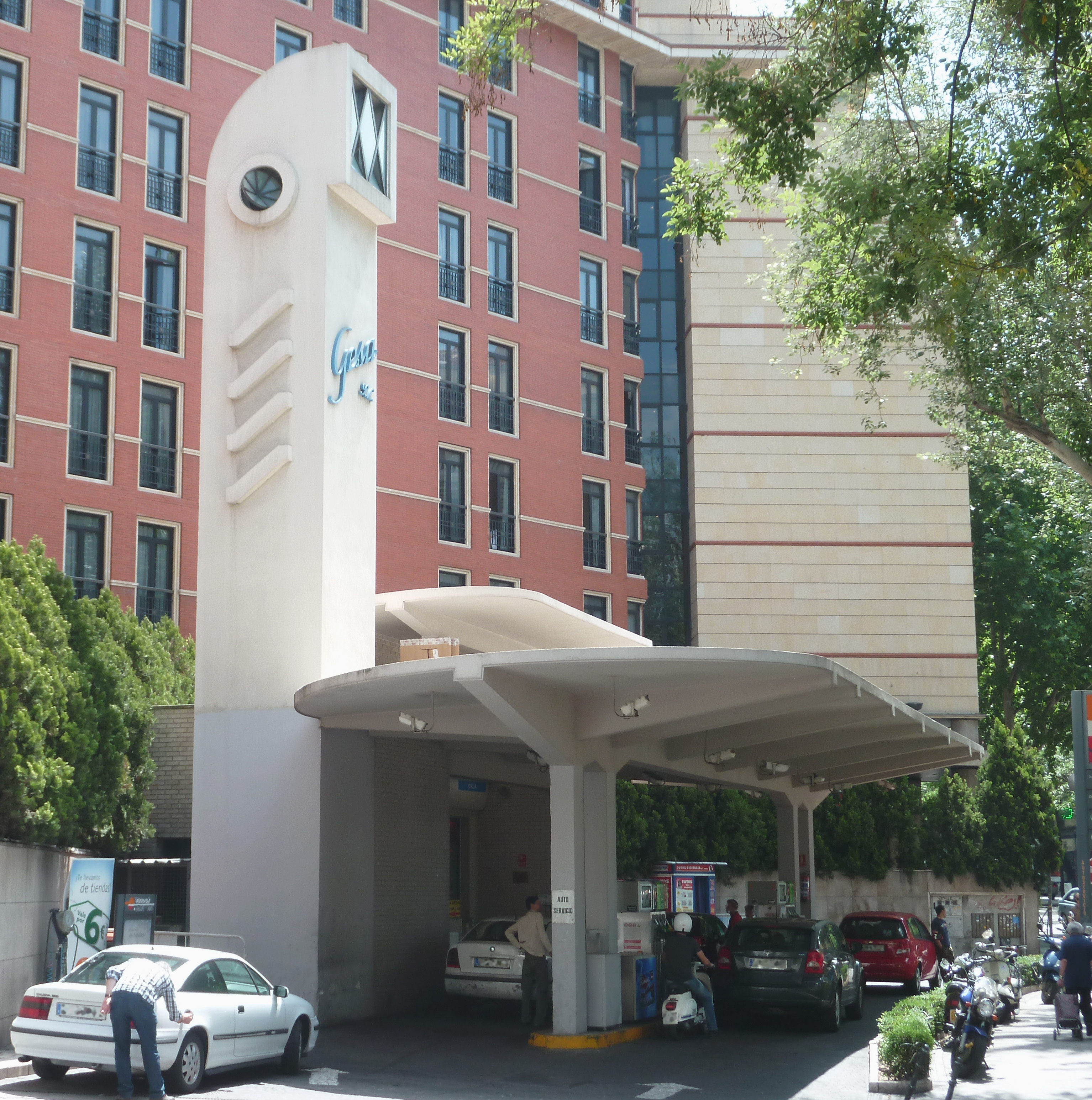
Gasolinera Porto Pi (1927), de Casto Fernández Shaw, Madrid

En Madrid, como en España en general, el racionalismo llegó de forma tardía respecto al resto de Europa, a finales de los años 1920, con lo que su recepción llegó de una forma establecida, acrítica, y sus primeros exponentes lo adoptaron de forma epidérmica, ecléctica, trasladando sus soluciones sin plantearse una posible adaptación al medio nacional. Uno de estos primeros pioneros fue Luis Gutiérrez Soto, autor de obras de notable calidad pero acontextualizadas, como los cines Europa (1928) y Barceló (1931) en Madrid, el aeropuerto de Madrid-Barajas (1930) y el Bar Chicote en Madrid (1931).(
En 1930 una serie de arquitectos se agruparon bajo la asociación GATEPAC (Grupo de Arquitectos y Técnicos Españoles para el Progreso de la Arquitectura Contemporánea), con tres subgrupos: Norte, situado en el País Vasco; Este o GATCPAC en Cataluña; y Centro, ubicado en Madrid, formado por Fernando García Mercadal, Víctor Calvo, Santiago Esteban de la Mora, Manuel Aníbal Álvarez, Manuel Martínez Chumillas y Felipe López Delgado. El sector Centro tuvo escasa actividad como grupo —tan solo la organización de algunos congresos y una cierta participación en la revista A. C. Documentos de Actividad Contemporánea, editada en Barcelona—, y mostró una cierta incoherencia interna. Destacó Fernando García Mercadal, autor del primer edificio racionalista de España, el pabellón del Rincón de Goya en Zaragoza (1927).
Además de este grupo se desarrolló una generación de arquitectos que fue bautizada como Generación del 25, activa en Madrid hasta el inicio de la Guerra Civil. Las primeras realizaciones fueron, junto al Rincón de Goya de García Mercadal, la gasolinera Porto Pi de Casto Fernández Shaw y la casa del Marqués de Villora de Rafael Bergamín, todas de 1927. Estos tres arquitectos fueron los principales referentes de este grupo, en el que se engloban también Luis Blanco-Soler, Miguel de los Santos Nicolás, Agustín Aguirre López, Manuel Sánchez Arcas, Luis Lacasa, Carlos Arniches Moltó y Martín Domínguez Esteban. También cabe citar también la obra del ingeniero Eduardo Torroja, autor del Frontón Recoletos (1936, con Secundino Zuazo) y del Hipódromo de la Zarzuela (con Arniches y Domínguez Esteban).

## Fase racionalista

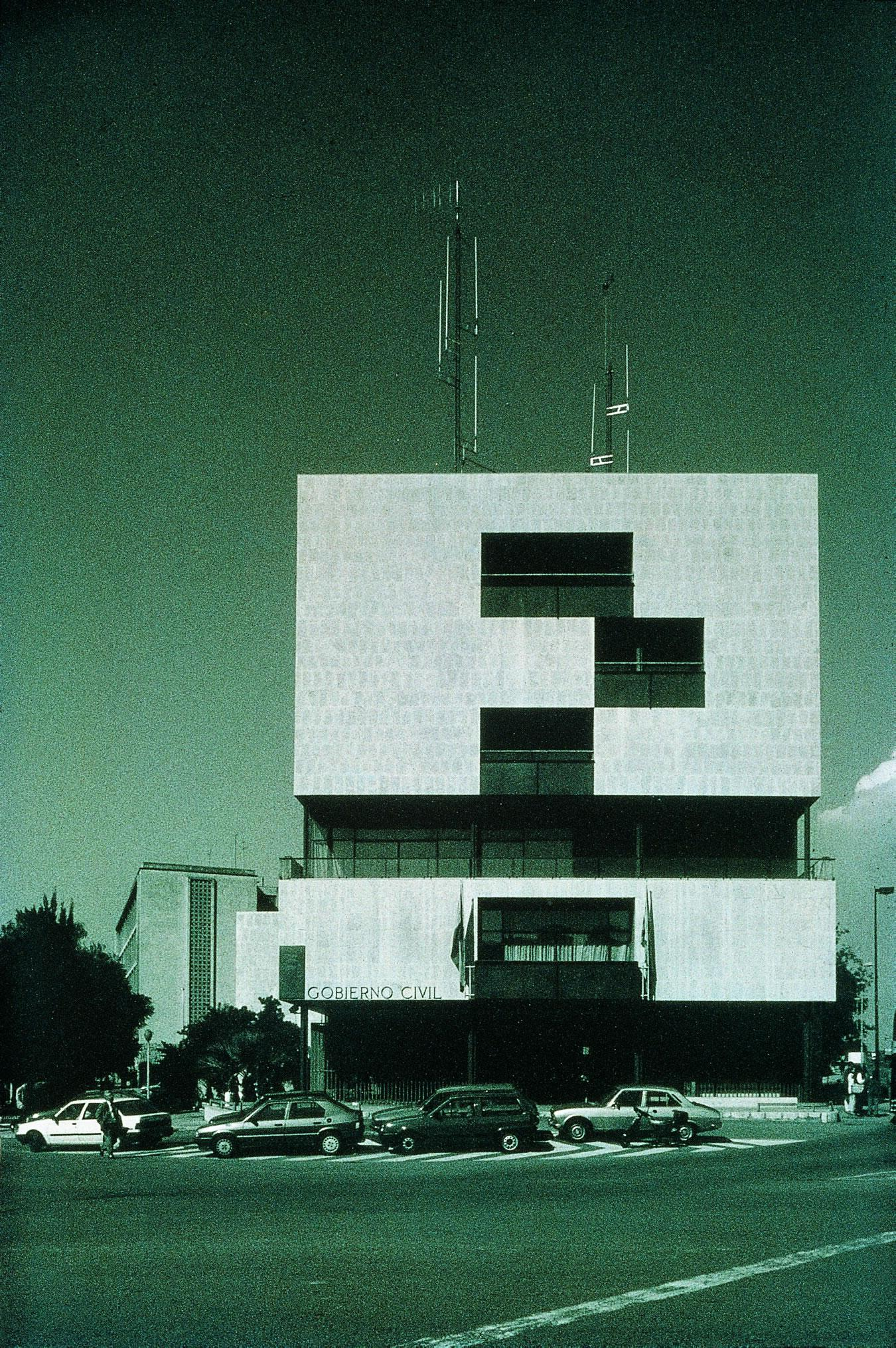
Gobierno Civil de Tarragona (1957), de Alejandro de la Sota Martínez.

Tras la Guerra Civil, los primeros años de la dictadura franquista conllevaron un retroceso estilístico en arquitectura, ya que el nuevo régimen patrocinó un clasicismo academicista homólogo a las dictaduras fascista en Italia y nazi en Alemania. Sin embargo, en los años 1950 comenzó un lento desarrollo que propició el retorno hacia el racionalismo. El primer exponente de un cierto retorno a la vanguardia internacional fue el edificio de la Delegación Nacional de Sindicatos de Madrid (1949, actual Ministerio de Sanidad, Servicios Sociales e Igualdad), de Francisco de Asís Cabrero y Rafael Aburto. A partir de ahí las autoridades fomentaron la apertura de la arquitectura a las corrientes modernas como medio de integración en la comunidad internacional. Uno de los primeros en volver a la modernidad después de un período historicista fue Luis Gutiérrez Soto, uno de los pioneros del movimiento a principios de los 1930, con obras como el edificio del Alto Estado Mayor Central en Madrid (1949).
El principal referente de esta nueva generación de arquitectos fue el racionalismo —también llamado Estilo internacional o Movimiento moderno—, un estilo arquitectónico que se desarrolló en todo el mundo entre 1925 y 1965, aproximadamente, con figuras como Walter Gropius, Ludwig Mies van der Rohe, Le Corbusier, Jacobus Johannes Pieter Oud, Alvar Aalto y Oscar Niemeyer. Esta corriente buscaba una arquitectura fundamentada en la razón, de líneas sencillas y funcionales, basadas en formas geométricas simples y materiales de orden industrial (acero, hormigón, vidrio), al tiempo que renunciaba a la ornamentación excesiva y otorgaba una gran importancia al diseño, que era igualmente sencillo y funcional.

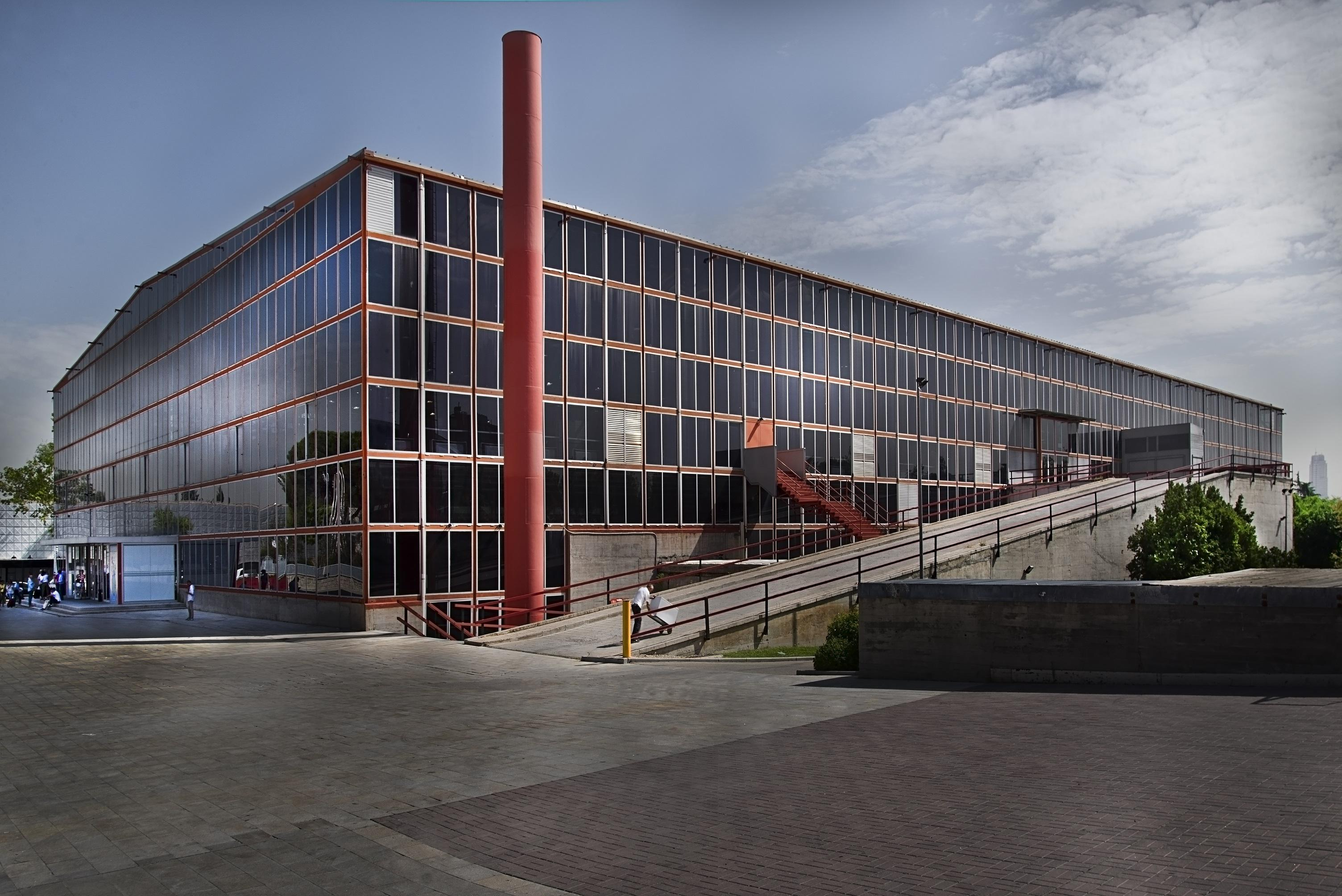
Pabellón de Cristal de la Casa de Campo (1964), de Francisco de Asís Cabrero

Así, en los años 1950 una generación de jóvenes arquitectos volvió a encauzar su obra hacia el Estilo internacional. La llamada Escuela de Madrid fue un movimiento heterogéneo, sin unas influencias claras debido al aislamiento político del país, más allá del propio racionalismo español practicado en los años 1930. Quizá por ello cada autor siguió un camino particular, sin unos rasgos estilísticos comunes que fuesen remarcables. Por otro lado, así como para algunos la vuelta al racionalismo entroncaba con experiencias anteriores y con un hilo de continuidad marcado por la evolución internacional del movimiento, para otros tuvo un carácter «fundacional», en el sentido de que identificaban este estilo como un lenguaje propicio para iniciar una nueva arquitectura en el país.
Entre sus principales representantes se encontraban: Alejandro de la Sota Martínez (Gobierno Civil de Tarragona, 1957; gimnasio del Colegio Maravillas en Madrid, 1962), Francisco Javier Sáenz de Oiza (Santuario de Aránzazu, 1950-1955, con Luis Laorga; Delegación de Hacienda en San Sebastián, 1957), Francisco de Asís Cabrero (Escuela Nacional de Hostelería en el Recinto Ferial de la Casa de Campo de Madrid, 1959; edificio del diario Arriba en Madrid, 1962), Rafael Aburto (edificio del periódico Pueblo en Madrid, 1964), Rafael de la Hoz y José María García de Paredes (Colegio Mayor Universitario Santo Tomás de Aquino en Madrid, 1956), Miguel Fisac (Instituto Laboral en Daimiel, 1951; Institutuo de Biología del CSIC, 1955; conjunto para los Padres Dominicos en Valladolid, 1959) y el tándem José Antonio Corrales y Ramón Vázquez Molezún (Pabellón de España en la Feria de Bruselas de 1958, actualmente en la Casa de Campo de Madrid; Instituto Laboral en Herrera de Pisuerga, 1958).
Cabe señalar también los planes de vivienda promovidos a mediados de los 1950 por la Obra Sindical del Hogar, efectuados en un estilo racionalista de tono popular y con cierta influencia neorrealista, como los «poblados dirigidos» de Madrid: Entrevías (1956), de Jaime Alvear, Francisco Javier Sáenz de Oiza y Manuel Sierra Nava; Caño Roto (1957-1959), de José Luis Íñiguez de Onzoño y Antonio Vázquez de Castro; y Fuencarral (1958-1960), de José Luis Romany.
Por último, ya en los años 1960 y coetáneamente a la aparición de la corriente organicista, algunos arquitectos se mantuvieron fieles al purismo racionalista, como Alejandro de la Sota Martínez (Colegio Mayor César Carlos en la Ciudad Universitaria de Madrid, 1967; edificio de la Caja Postal de Madrid, 1977; edificio de Correos de León, 1980-1984) y Francisco de Asís Cabrero (Pabellón de Cristal de la Casa de Campo, 1964).

## Fase organicista

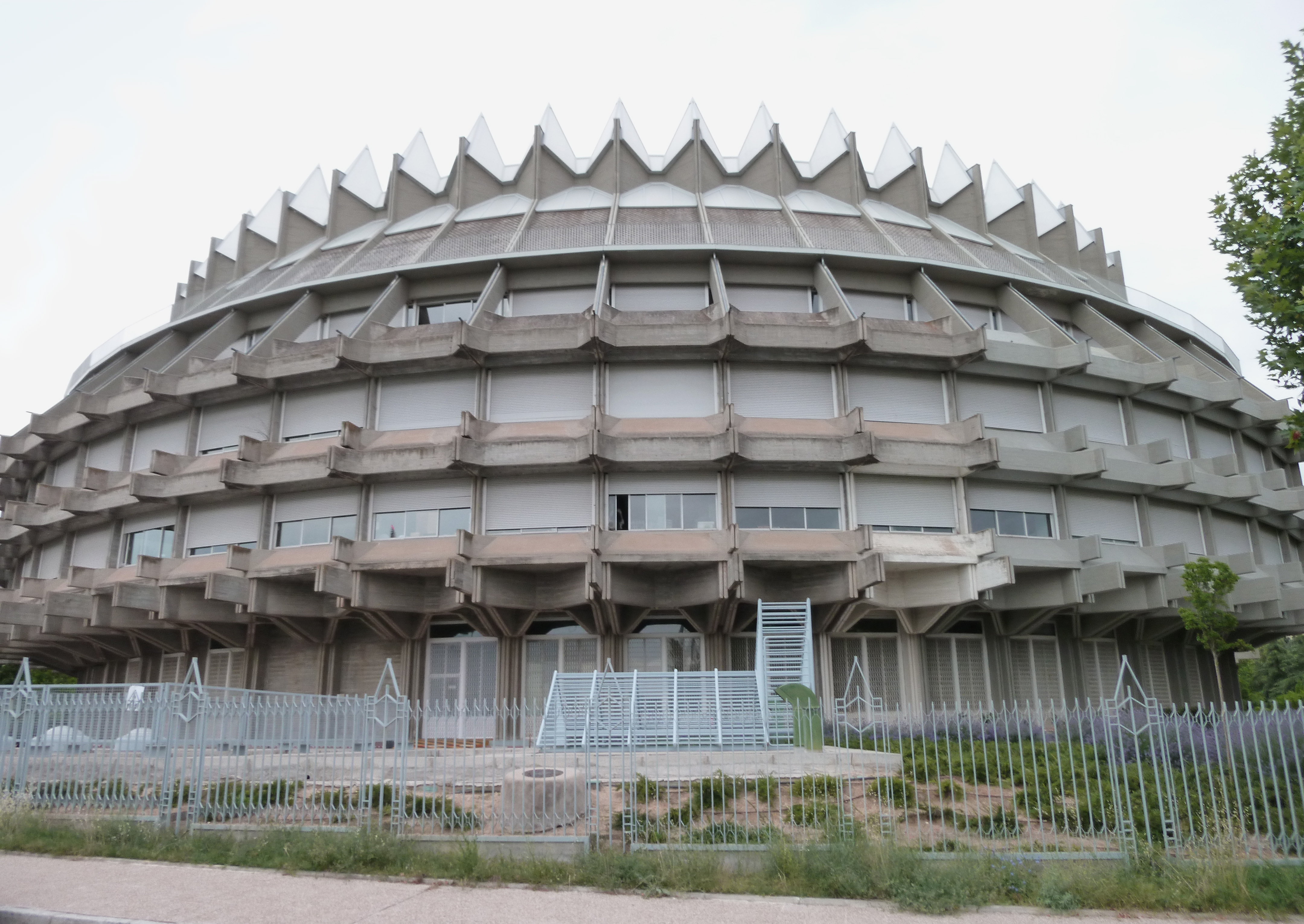
Instituto de Restauración (1965-1986), de Fernando Higueras y Antonio Miró, Madrid

La segunda influencia de la nueva arquitectura madrileña provino del organicismo, un tipo de arquitectura inspirada en la naturaleza y las formas orgánicas —de ahí su nombre—, que buscaba una especial interrelación entre la arquitectura y su entorno natural. El principal referente de este tipo de arquitectura en la primera mitad del siglo XX fue el arquitecto estadounidense Frank Lloyd Wright, aunque hacia los años 1960 el principal foco de la arquitectura orgánica se hallaba en Escandinavia, donde se había conjugado el organicismo con ciertas características del racionalismo, en un estilo denominado neoempirismo, cuyos principales exponentes fueron Alvar Aalto, Arne Jacobsen, Sven Markelius y Jørn Utzon.
Para un grupo notable de arquitectos el organicismo representaba la nueva modernidad, una modernidad más madura y revisada, tal como preconizaba el crítico italiano Bruno Zevi. El organicismo madrileño reflejó la misma ambigüedad que el nórdico, un intento casi utópico de aglutinar dos formas de concebir la arquitectura —la racional y la orgánica— que en principio se podrían decir antitéticas, pero que conformaban dos polos de la modernidad, que era el objetivo final de estos autores. Por otro lado, en los representantes de esta segunda fase de la Escuela de Madrid se perciben también influencias del brutalismo (Alison y Peter Smithson, Ernesto Nathan Rogers, Aldo Van Eyck), así como de la última etapa de Le Corbusier (marcada por la capilla de Ronchamp) y, por último, del catalán José Antonio Coderch, miembro del Grupo R, la versión barcelonesa del racionalismo de posguerra, igualmente influido en buena medida por el organicismo. El organicismo español sería pues marcadamente ecléctico, ya que tuvo que digerir en poco tiempo las principales corrientes de la arquitectura moderna internacional.
En este período cabe destacar a: Antonio Fernández Alba (convento del Rollo en Salamanca, 1962; colegio Monfort en Loeches, 1964), Fernando Higueras y Antonio Miró (casa de Lucio Muñoz en Torrelodones, 1962; Instituto de Restauración en Madrid, 1965-1986), Rafael Moneo (casa Gómez Acebo en La Moraleja, 1964), Francisco de Inza y Heliodoro Dols (fábrica de embutidos en Segovia, 1965) y José Luis Fernández del Amo (poblado de La Vereda en Sevilla, 1963). También algunos arquitectos de la generación anterior evolucionaron hacia el organicismo, como Francisco Javier Sáenz de Oiza (edificio Torres Blancas en Madrid, 1962-1968), José Antonio Corrales y Ramón Vázquez Molezún (casa Huarte en Madrid, 1965), Antonio Vázquez de Castro (edificio de viviendas en Madrid, 1967, junto a Manuel Sierra Nava) y José María García de Paredes (iglesia de Stella Maris en Málaga, 1966).